# Tom Peters
Tom Peters (Nijmegen, 21 september 1953) is een Nederlandse componist en producer. Hij is tevens de oprichter van GONG (Genootschap van Onafhankelijke Nederlandse Geluidsproducers) en was enkele jaren bestuurslid van SENA-Uitvoerende kunstenaars. Ook was hij bestuurslid van Buma en is bestuurslid van de NVPI.

## Biografie
Peters is sinds begin jaren zeventig succesvol met artiesten als Corry Konings, De Havenzangers, André Rieu, De Wiko's, John Spencer, Hepie en Hepie, Gerard Joling en Gordon. In 1979 heeft Tom Europees succes met de single Ik ben verliefd op John Travolta van Sandy. Van het plaatje worden meer dan 750.000 exemplaren verkocht.
In 2005 begint Peters zijn eigen platenmaatschappij, NRGY Music. Meest succesvolle acts van NRGY Music zijn tot nu toe een album van Kerry Norton (bekend uit een reclame van Grolsch) en een DVD van Joling & Gordon van de televisieserie Over de vloer. Naast zijn werkzaamheden bij NRGY is Tom Peters ook nog verantwoordelijk voor een gedeelte van de activiteiten van René Froger bij EMI Music.
In oktober 1989 was er grote opschudding. De nieuwe single Adieu Chérie van Anny Schilder, die eind 1984 aan een solocarrière was begonnen, schiet met name bij BZN-bassist Jan Tuijp in het verkeerde keelgat. Het nummer lijkt volgens hem erg op La France van BZN.